# شهدادبور
شهدادبور (بالسندية: شهدادپور)‏ هي مدينة تقع في شعبة سانجهر في إقليم السند جنوب شرق باكستان.
ويرتبط اسم المدينة بعدد من علماء الإسلام والشعراء السنديين، منهم العلامة أسد رضا الحسيني بلقب خطيب الشام، وشاعر السند محمد داود بوتو "دادان"، وشاه عبد اللطيف بهتائي الذي يبعد ضريحه مسافة 10 كيلومترات (6.2 ميل) من شهدادبور ويقع في بلدة بهيت شاه.

## التاريخ
وفقًا للباحث نبي بخش بلوج، فإن نائب رئيس جامعة السند السابق مير شهداد خان، ابن رشيد خان، أسس مدينة شهدادبور بمساعدة كبار قبيلة لغاري خلال الفترة 1125-1128 هـ (1713-1715 م) كعاصمة لمنطقة السند العليا. وفي عام 1116 هـ (1704 م)، تمت الإشارة إلى الخان الأصغر باسم رفعت باناه، وهو ما يعني "سماحته". كانت لدى مير شهداد خان أراضٍ قاحلة استغلها بالزراعة، ووفرت الأمن لشعبها من خلال الحد من الجريمة. كما أنشأ نظامًا لتقاسم المحاصيل بين المالكين والمزارعين. كما قام بتجديد وتوسيع القنوات والممرات المائية القديمة، وحفر قنوات جديدة ساعدت في إنشاء مستوطنة بشرية.

## أسطورة سوهني ماهيوال
يُعتقد أن أحداث أسطورة الحب سوهني ماهيوال كانت بالقرب من شهدادبور، وأصبحت قصتهم شائعة وكان شعراء البنجاب يغنون هذا في قصائدهم، وبالتالي صنع كل شاعر منهم روايته الخاصة من الحكاية الشعبية سوهني ماهيوال، وبالقرب من شهدادبور توجد العديد من الأماكن المرتبطة بأسمائهم.

## السكان
تستقر العديد من القبائل في شهدادبور وتعود لعدة مجموعات إثنية منها: جاجر، وكيريو، والراجبوت، وقبائل الميمون، والمارواري، والقريشي، والسومرو، والغورجار، ومسلمو كائسته، والسيال، والبلوش، وقبيلة مغول الهند، والميرزا، والكشميريون، والشعب السندي.
ومن بين الأشخاص الذين يعيشون في المدينة، 70% من الناطقين باللغة السندية الأصلية، 20 % يتحدثون اللغة الأردية، والـ 10% الآخرون يتحدثون لغات مختلفة. ويعيش أيضًا عدد كبير من المتحدثين باللغة البنجابية في القرى المجاورة. ورغم أن معظم السكان مسلمون، إلا أن 30% منهم من الهندوس و5% من المسيحيين. وبحسب إحصاء عام 2017، يبلغ عدد سكان هذه المدينة 99,667 نسمة. وتعتبر ثاني أكبر مدينة من حيث عدد السكان في منطقة سانغر.